# L'Élixir du Docteur Doxey
L'Élixir du Docteur Doxey est le septième album de la série Lucky Luke sorti en 1955, dessiné par Morris sur un scénario de Louis De Bevere, son frère.

## Histoires

### Lucky Luke et le Docteur Doxey
Le docteur Doxey est un soi-disant médecin ambulant qui vend cher un élixir qui donnerait force et vigueur... mais Lucky Luke va s'en mêler.

## Contexte
Le docteur Doxey est fondé sur un stéréotype populaire des histoires du vieil Ouest américain : celui du charlatan qui vend de faux médicaments prétendus extraordinaires à un fort prix (ils étaient à l'époque surnommés « snake oil » — huile de serpent). Il était donc inévitable qu'un personnage de ce genre apparaisse dans une aventure de Lucky Luke.

## Adaptations
Cet album a été adapté dans la série animée Lucky Luke, diffusée pour la première fois en 1984 où le chien Rantanplan apparait dans cet épisode.
Il apparaît également dans l'épisode La Guerre des toubibs de la série d'animation Les Nouvelles Aventures de Lucky Luke de 2001.
Le Docteur Doxey apparaît dans le premier film live Les Dalton (2004) de Philippe Haïm. Il y est joué par Elie Semoun.
Le Docteur Doxey apparaît dans le deuxième film live Lucky Luke (2009) de James Huth. Il y est joué par Daniel Campomenosi.